# Progesterex
Progesterex 是一种虚构的约会强奸迷药，据称会导致女性绝育。它是一个从1999年便通过电子邮件在網路上传播的谣言的一部分。实际上并没有以这个名字的药物存在，也没有任何药物具有传言所述的功能；并且没有任何符合描述的事件被记录在案或确认。 被这则谣言所迷惑的地位最高的人物是英国国会议员Lynne Featherstone，她在议会中提出了与这种虚构药物有关的一个问题。

## 电子邮件内容
典型的谣言电子邮件内容如下所示，具体细节可能随出现时间变化：
根据医院和警方的报告，一女孩周六晚上被5名男子轮奸，她记不住当晚发生的事情，医院试验多次后证实，在她的血液有Rohypnol（氟地西泮与Progesterex存在，它们都是绝育药片（谣言传播者在翻译成中文时将sterllization pills错误翻译为“消毒药片”），目前强奸集团正在广泛使用。Progesterex是兽医用于绝育大型动物，现在用于约会及强奸的药品。如Rohypnol把它下到女孩的饮料，使她不能记起所发生过的事情，第二天早上已忘记前一天晚上发生的事情。Progesterex容易溶解 在饮料中，受害人无法想起强奸的发生让强奸犯逍遥法外，不必担心有亲子鉴定的追踪调查。这些药物的影响不是暂时的，它们是永久使得受害者无法生小孩！Progesterex目的是要绝育马匹，药物简单在任何兽医学校或任何医学大学都可得到，Progesterex即将在每一个地方大爆发，甚至还有互联网告诉人们如何使用它。请复制给你知道的每个人，特别是女性。您应当要注意，在任何公众场所，千万不可喝你已离开过的饮料，即使只有一分钟。请努力通知到所有你认识的人，请大家分享出去~

## 辟谣
事实上根本没有这个名字的药物，也没有任何药物用于绝育马匹。  公马绝育是通过外科手术来完成的， 母马一般不作任何处理。

## 值得注意的例子
2008年至2009年间在巴西，这封电子邮件的版本被翻译和四处转发。
这个谣言的某个版本也通过MySpace、Bebo、Facebook，和Tagged上的公佈欄，以及一个名为 "女士们请注意"(Heads Up Ladies)的小组传播.
根据西班牙语网站VSAntirus.com报告，在2001年前后也有两个西班牙语的版本传播。
2008年至2009年间，一个瑞典语版本——稍后还有挪威语版本——四处流传，并附上了Birgitta Olofsson，一位于默奧大學护理学医学博士的签名.
2011年8月8日，新浪微博用户@全球时装show发布了一条微博，附图即为上述的电子邮件内容，文字为一位名为（疑似Facebook用户）Andrew Wong所发，以繁体中文撰写；2012年1月17日大量用户转发该条微博，再次引起关注。

## 英国议会事件
2006年4月18日，英国国会议员Lynne Featherstone向内政大臣提交了一份书面询问，询问内政部是否有统计与Progesterex有关的约会强奸事件。内政大臣Paul Goggins回复说：“Progesterex不存在。”
Featherstone批评政府，称政府“需要做更多工作来发现是哪些怪物（通过电子邮件）发送了它们”，“但按照他们（政府）漫不经心的态度则不会。” 然而，例如同是自由民主党党员的James Graham便谴责Featherstone“批评内政大臣没有对一种虚构的药物和罪案作出回应”的行为，称“（像这样）不作任何预先的基本调查，会让强奸变得平凡琐碎，对任何人都没有好处”。 
很多人把这次的事件，和之前国会议员大衛·埃默斯在议会中询问一种名为“Cake”的虚构药物作对比。

## 参阅
- Brass Eye（英语：Brass Eye）

## 引用来源
1. 1 2  .   [2013-01-17]. （原始内容存档于2016-03-08）.
2. ↑  .   [2013-01-17]. （原始内容存档于2010-04-05）.
3. ↑  .   [2013-01-17]. （原始内容存档于2012-10-23）.
4. ↑  .   [2013-01-17]. （原始内容存档于2007-03-13）.
5. ↑  .   [2013-01-17]. （原始内容存档于2008-08-27）.
6. ↑  .   [2013-01-17]. （原始内容存档于2011-06-05）.
7. ↑  .   [2013-01-17]. （原始内容存档于2013-06-15）.
8. 1 2  .   [2013-01-17]. （原始内容存档于2013-06-07）.